# Джии мани банк
ДжиИ Мани Банк — российский коммерческий банк.  Банк осуществляет свою деятельность под брендом Совкомбанк.

## История
Банк был основан в 1997 году под именем «Банк развития и реструктурирования». В 2001 году банк изменил название на «ДельтаБанк». Конечным собственником банка до ноября 2004 года являлся инвестиционный фонд «США — Россия» (Delta Private Equity Partners, управляющая компания фонда — Delta Capital Management). В 2004 году банк был продан дочерней структуре GE Capital. По экспертным оценкам, сумма сделки составила около 100 млн долларов. В 2006 году был проведён ребрендинг, и банк стал носить название «ДжиИ Мани Банк». В 2007 году запущена программа ипотечного кредитования.
В октябре 2013 года было объявление о подписании соглашения о покупке «Совкомбанком» 100 % ДжиИ Мани Банка в России. 7 февраля 2014 сделка была завершена.

## Руководство
Президент — Соколов Кирилл Юрьевич.
Правление — Соколов Кирилл Юрьевич — Председатель Правления; Бондарович Сергей Николаевич — Заместитель Председателя, член Правления; Лаптева Ирина Евгеньевна — член Правления, Главный бухгалтер.
Совет директоров — Гусев Дмитрий Владимирович — Председатель Совета директоров; Хотимский Сергей Владимирович — Заместитель Председателя Совета директоров; Бондарович Сергей Николаевич — член Совета директоров; Спиваков Андрей Дмитриевич — член Совета директоров; Хотимский Дмитрий Владимирович — член Совета директоров

## Деятельность
Банк специализируется на розничном кредитовании, в частности, на предоставлении потребительских кредитов и оформлении моментальных кредитных карт «Visa». Также банк занимается привлечением вкладов. По состоянию на июль 2012 года, у банка имеется 52 отделения, 154 офиса продаж в различных крупных торговых центрах, таких, как «МЕГА», «АШАН» и др. в 60 городах, расположенных в 23 субъектах РФ.
В структуре активов-нетто портфель розничных кредитов составляет около 90 %. Просроченная задолженность — 11 % активов (без учета проданных в 2008 и 2011 годах и выведенных с баланса банка кредитных требований объёмом более 2 млрд рублей). Основу ресурсной базы банка составляют депозиты материнской компании GE Capital (45 % пассивов) и собственные средства (35 % пассивов). На межбанковском рынке с незначительными оборотами банк выступает нетто-кредитором. По итогам 2011 года получена чистая прибыль в размере 1,1 млрд рублей (в 2010 году аналогичный показатель составил 2,3 млрд).
В 2006 году ДжиИ Мани Банк отметился двукратным ростом активов, что позволило банку войти в TOP-200 российских банков и занять 192 место. По итогам 2011 года банк занял уже 109 место по размеру активов-нетто.

## Позиции банка в рейтингах
Moody’s
- долгосрочные рейтинги по депозитам в иностранной и национальной валюте — «Ba3»;
- краткосрочные рейтинги банка по депозитам в иностранной и национальной валюте на уровне «Not Prime»;
- рейтинг финансовой устойчивости — «Е+»;
- прогноз рейтингов — «стабильный»;
- долгосрочный рейтинг банка по национальной шкале — «Aa2.ru».

Rusrating
- Международный Рейтинг «А+», прогноз «Стабильный».